# Bloodline Champions
Bloodline Champions är ett datorspel utvecklat av svenska Stunlock Studios i Skövde. Utvecklingen startade någon gång under 2008 av en grupp studenter från dataspelsutvecklingsprogrammet vid Högskolan i Skövde. Spelet vann 2009 två Swedish Game Awards i kategorierna årets spel samt bästa XNA-utvecklade spel. Spelet gick in i betatestningsstadie den 25 januari 2010. Det var färdigutvecklat och släpptes officiellt den 13 januari 2011.
Bloodline Champions klassas i genren multiplayer online battle arena (MOBA), och blandar action, rollspel och realtidsstrategi. Spelet har beskrivits som ett arenarollspel där spelarna utkämpar lagbaserade strider mot varandra. Spelaren väljer en av flera karaktäristiska "bloodlines" (klasser) som man styr från ovan ur ett tredjepersonsperspektiv. Spelet utmärker sig bland annat genom att inte ha några slumpmässiga spelelement, för att skicklighet och taktik ska blir mer avgörande. E-sportturneringar för Bloodline Champions har arrangerats.
Trots att spelandet bara består av korta oberoende rundor finns det uttänkta rollspelselement i spelet. Detta i form av en utarbetad fantasyvärld som alla olika klasserna kommer ifrån samt bakgrundshistoria för de olika klasserna.